# Jazd
Jazd (Yazd, perzsa nyelven: یزد) település Iránban, Jazd tartományban. A város a zoroasztrizmus központja.

## Fekvése
Teherántól 688 km-re, Iszfahántól délkeletre, 1160 méter magasságban fekvő település.

## Története
Jazdot 1220-ban a mongolok dúlták fel, ezután hosszabb nyugodtabb időszak következett.
A 13. század végén Marco Polo már szép és nemes városként említette.
A 17. században a francia Jean-Baptiste Tavernier utazó és kereskedő azt jegyezte fel róla, hogy egész Perzsiában a jazdi asszonyok a legszebbek.
Jazd (Yazd) földrajzilag pontosan Irán középpontjában fekszik, de központja a textilművességnek: szőnyeg-, és selyemiparnak és a jutaszövasnek is.

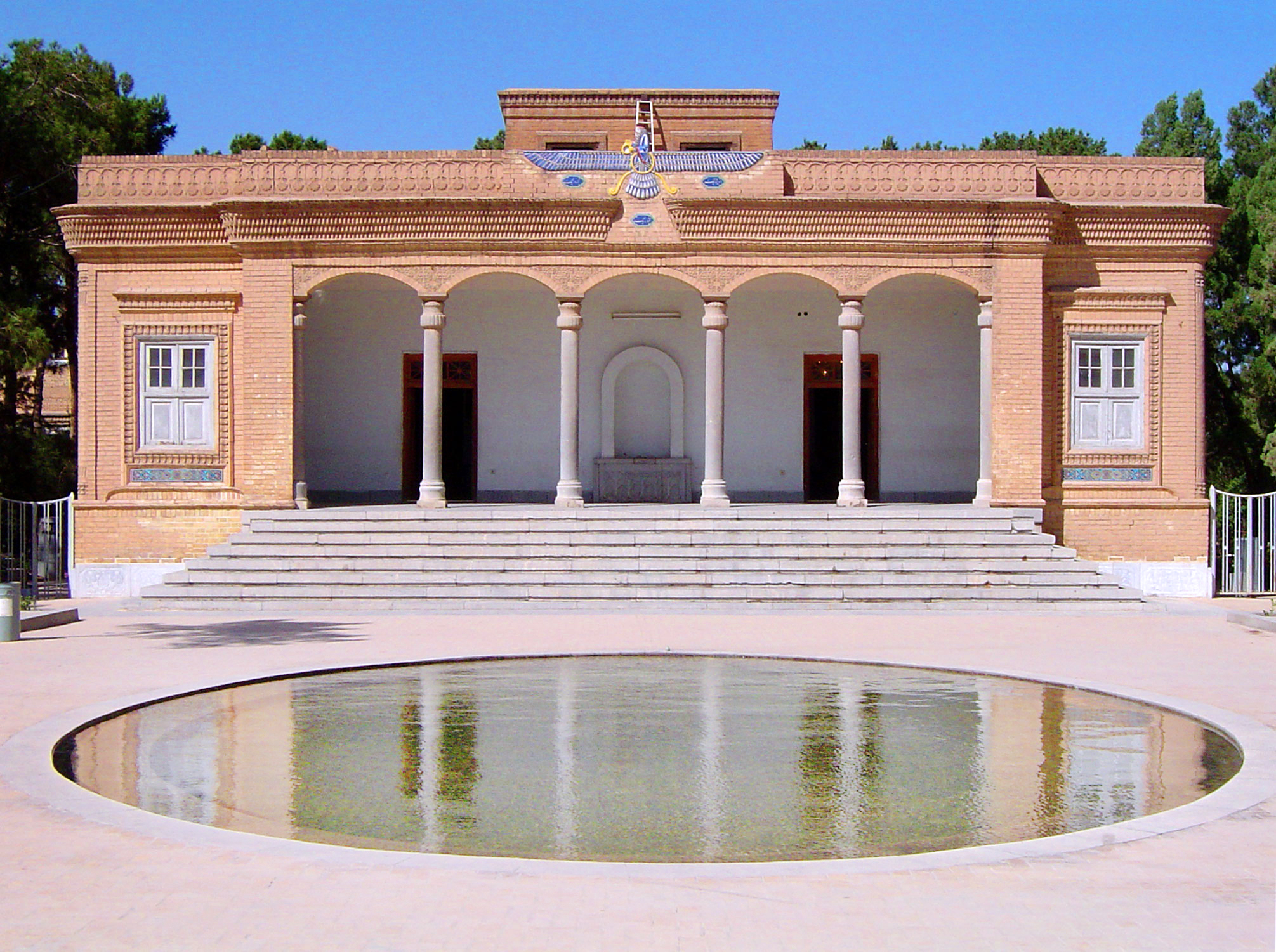
Zoraszter tűz templom

Jazd a zoroasztrizmusnak is központja. Itt az első egyistenhívő világvallás követői túlélték az iszlám térhódítását. A tűzimádók tűztemplomaiban itt még ma is ég a megtisztító szent tűz. Külvárosában a Kermán felé vezető úton áll a leghíresebb tűztemplom.

## Építészete

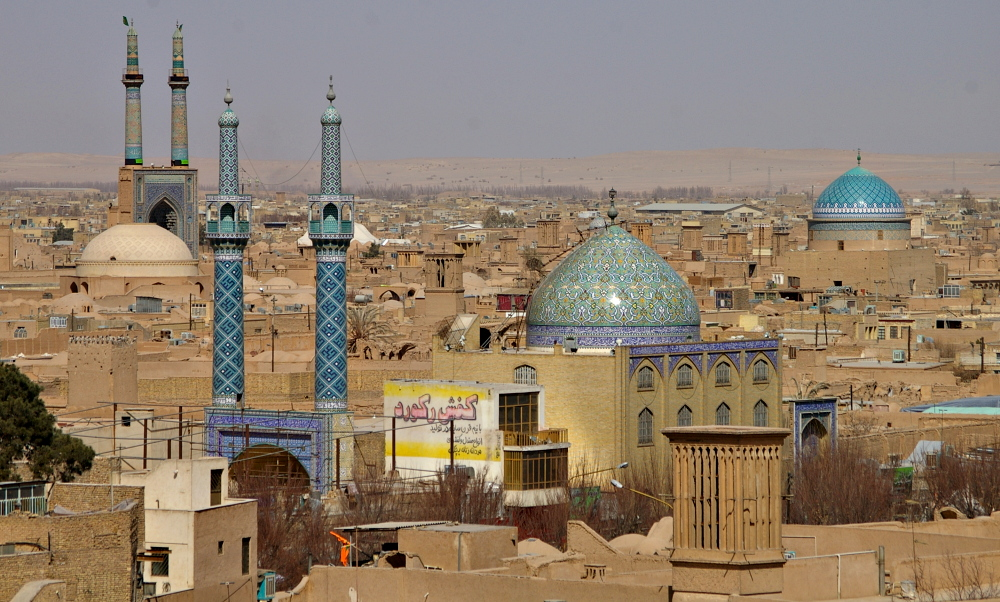
Jazd látképe a minarettekkel

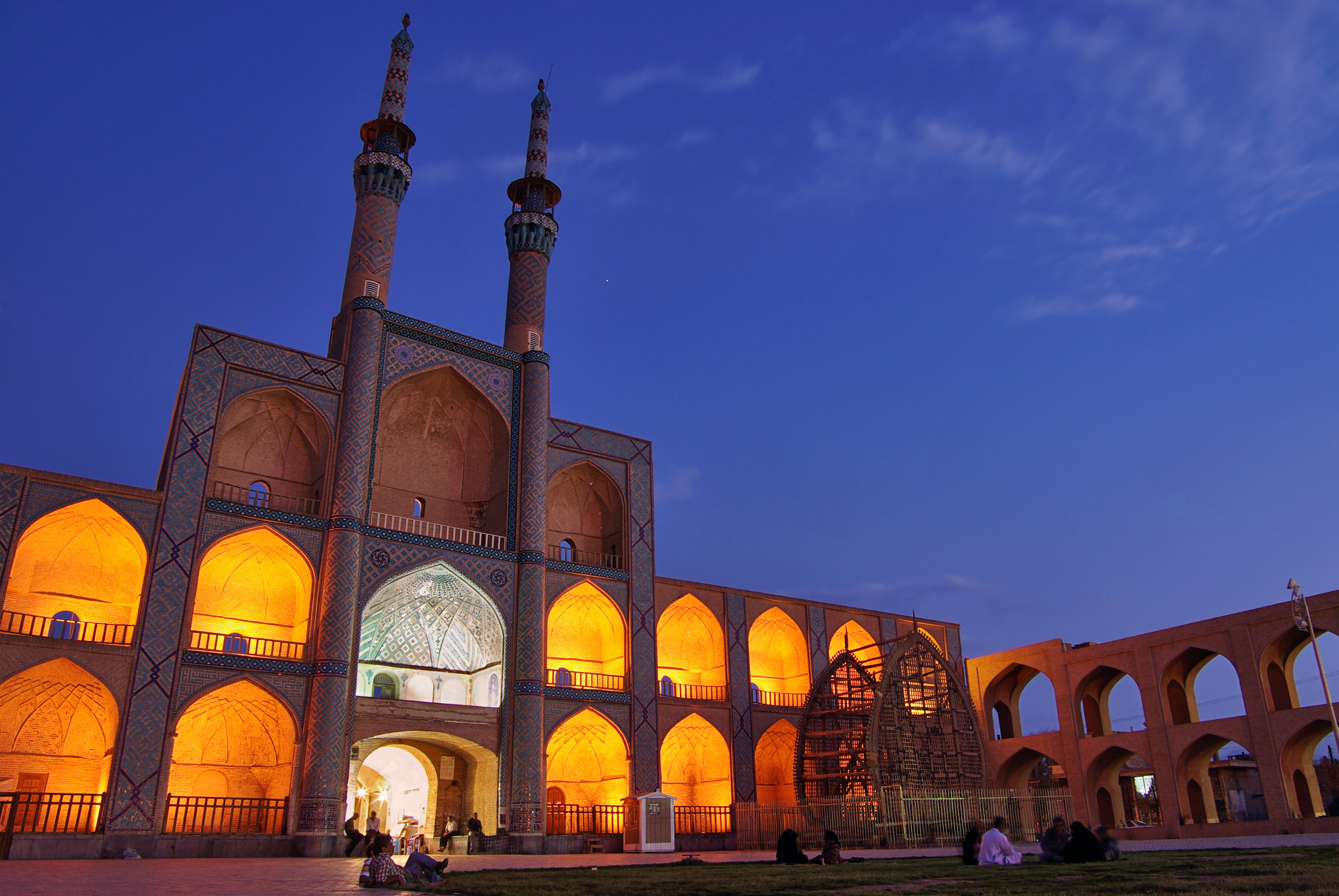
Mir-Csamak-mecset

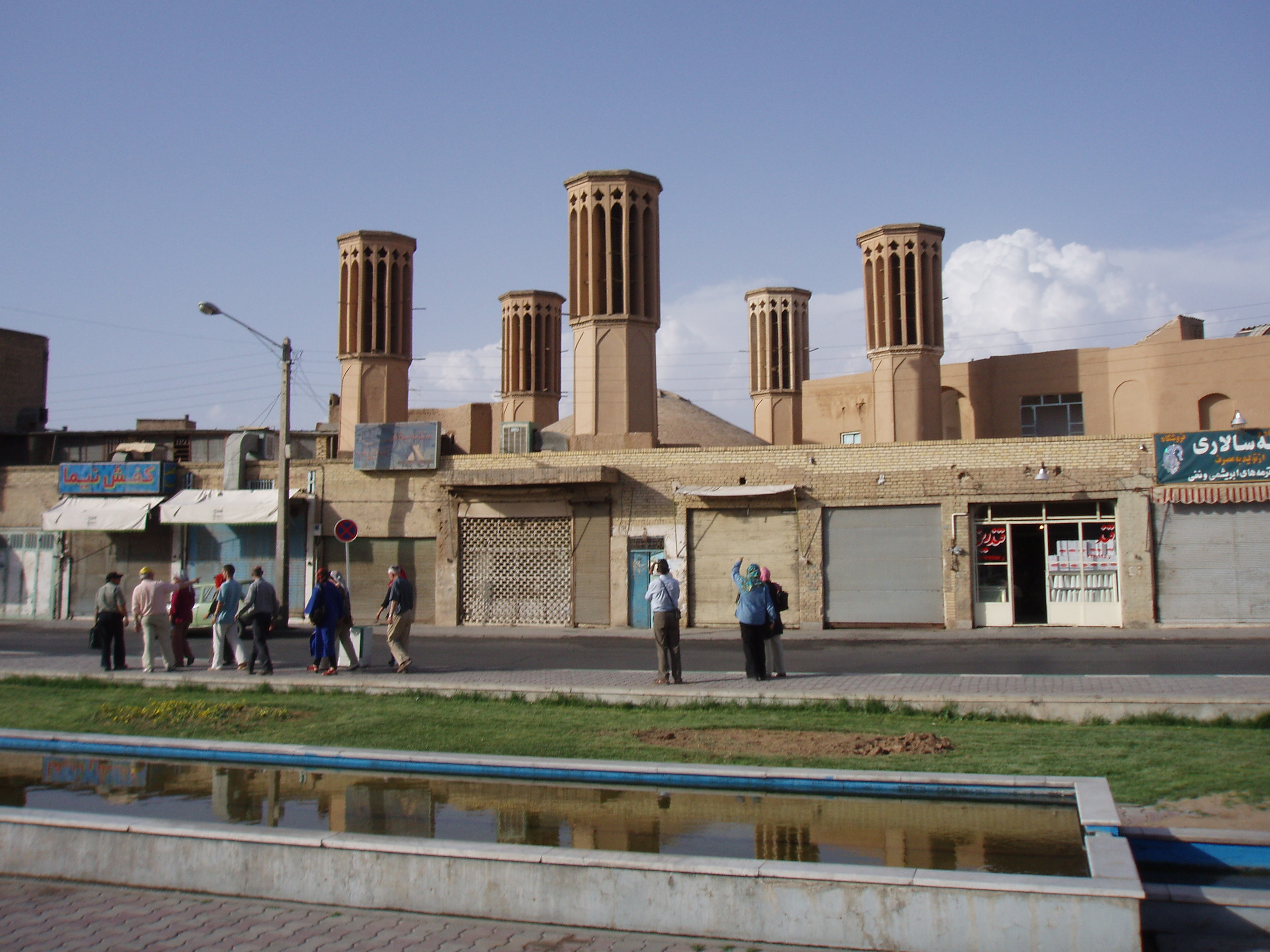
A volt víztározó széltornyai

Jazd építészetileg is egyedülálló város. A városban és környékén máig sok tűztemplomot találunk. A város fölé sok kupola és minaret is magasodik, itt találhatók a legmagasabb minaretek is. A város sziluettjét főleg az úgynevezett széltornyok határozzák meg, melyek a felső részükön áttört kéményekre emlékeztető építmények igazából szellőztető kürtők, a légkondicionálás ősei, melyekre nagy szüksége van a városka lakosainak, mivel az itteni 42 fokos hőségben felüdülést jelentett a legapróbb légáramlat is.

## Nevezetességek

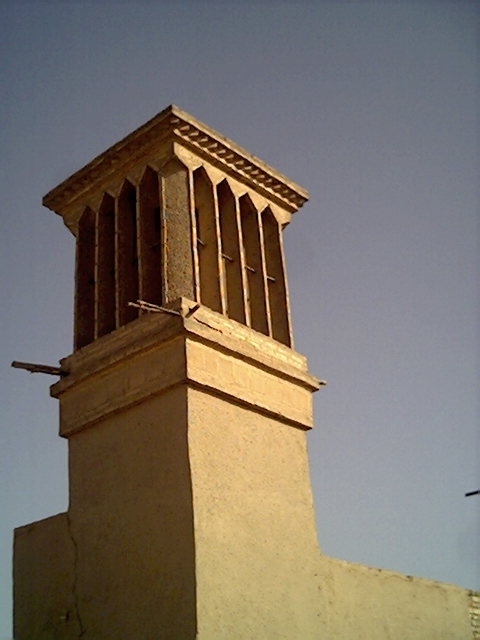
Egy széltorony közelről

- A Jame mecset - a 12. században épült, és még mindig használatban van. Itt találhatók a legszebb perzsa mozaikok.
- Széltornyok
- Dalatabad-kert - Karim Zend kán kedvelt pihenőhelye
- Davazdeh imám temploma - az 5. századból származó szerény téglatemplomocska, melyet kufikus írás díszíti.
- Péntek mecset - a 14. században fejezték be. Bejáratának ornamentikája mesés szépségű. Minaretjei az országban a legmagasabbnak számítanak.
- Tizenkét imám mauzóleuma - egyben dzsámi is, melynek kék színben pompázó díszes kupolája magasodik a házak fölé.
- Babak-mecset - a 10. században épült.
- Mir-Csamak-mecset (Mir-Chamaq) - a 15. században épült. Pompás háromszintes főbejárata fölé két karcsú minaret magasodik.
- Bazár

## Testvértelepülések
- Jászberény, Magyarország
- Homsz, Szíria
- Holguín, Kuba
- Poti, Grúzia